# Parafossarulus crassitesta
Parafossarulus crassitesta is een uitgestorven zoetwaterkieuwslak uit de familie Bithyniidae (diepslakken).

## Beschrijving

### Schelpkenmerken
Een hooggewonden kegelvormige schelp met ongeveer 5½ afgeplatte snel in grootte toenemende windingen gescheiden door een ondiepe sutuur. De mondopening is ovaal en heeft een afgerond hoekige bovenzijde. De mondrand is continu en soms iets verwijd maar nooit omgeslagen. Aan de binnenzijde van de mondrand loopt parallel aan de rand een verdikte richel. De top is scherp gepunt. Bij juveniele schelpen altijd aanwezig maar bij adulte exemplaren zijn de eerste windingen vaak opgelost. De mondrand is niet verdikt en niet continu. De schelp is dikwandig. Er is een dikke schelpwand, het schelpoppervlak is glad en glanzend en vertoont fijne regelmatige groeilijnen. Daarnaast is een sculptuur aanwezig van scheef op de lengte-as staande onregelmatige lijsten die kunnen doorlopen maar ook onderbroken kunnen zijn en die soms het uiterlijk van een 'hamerslag'sculptuur kunnen aannemen. Er is een nauwe spleetvormige navel die ook afwezig kan zijn. Het kleurpatroon is onbekend.
Er is een calcitisch operculum aanwezig dat een opbouw uit drie delen vertoont: het oudste deel, de nucleus, is cirkelvormig multispiraal. Daaromheen bouwt het operculum paucispiraal op. Dit is meestal het grootste gedeelte van het operculum. Om het paucispirale gedeelte ligt nog een niet-spiraal, concentrisch opgebouwd gedeelte. De verhouding tussen het paucispirale en het concentrische deel varieert: meestal is het paucispirale deel het belangrijkst, soms het concentrische deel. Deze opbouw is alleen aan de buitenzijde van het operculum te zien, de binnenzijde is voor het grootste deel gekorreld. Dit gedeelte wordt aan de rand door een gladde band omzoomd.

### Afmetingen van de schelp
- hoogte: tot ongeveer 13,5 millimeter
- breedte tot ongeveer 8,5 millimeter

### Dier
Over het dier is niets bekend.

### Voortplanting
Over de voortplanting van deze soort niets bekend.

### Habitat en levenswijze
Uit de begeleidende niet uitgestorven fauna en de sedimentaire facies waarin schelpen zijn aangetroffen, kan afgeleid worden dat Parafossarulus crassitesta geleefd heeft in rustige delen van rivieren.

### Areaal
Schelpen van Parafossarulus crassitesta zijn in Nederland bekend uit het Laat Tiglien van een boring bij Brielle, de voormalige kleigroeves bij Bavel (Bavel Interglaciaal) en Neede (Holsteinien). Operculums zijn veel algemener en zijn uit vele boringen in Nederland bekend.
Buiten Nederland is deze soort vooral aanwezig in Midden Pleistocene rivierafzettingen in de Noord-Europese Laagvlakte.

### Fossiel voorkomen
In Nederland bekend uit interglaciale rivierafzettingen uit het Laat Tiglien tot en met het Holsteinien.

### Opmerkingen
Schelpen met het eigen operculum worden zelden bij elkaar gevonden, in feite zijn schelpen zeldzaam terwijl dat bij operculums veel minder het geval is. Daardoor werden de operculums van deze soort in Nederland vroeger aangezien voor operculums van Lithoglyphus naticoides. Deze laatste soort heeft echter een hoornachtig operculum dat niet fossiliseert. Doordat in Bavel zeer goed geconserveerde schelpen werden gevonden waarvan het eigen operculum nog in de mondopening zat, werd duidelijk dat dit type operculum bij Parafossarulus hoort.